# Intramural
Das Adjektiv intramural (von lateinisch intra „hinein, innen“, und murus „Mauer“) ist eine Fachbezeichnung in der Anatomie und Pathologie und bedeutet „in der Organwand gelegen“. Die Kennzeichnung als intramural spezifiziert die Lage einer Struktur oder eines Prozesses (Nerv, Entzündung, Tumor) innerhalb des Organgewebes, im Unterschied zum Hohlraum, der vom Organ umschlossen wird (extramural: außerhalb der Wand des Organhohlraumes liegend).
Neben dieser medizinischen Bedeutung wird intramural auch in anderen Zusammenhängen verwendet (siehe unten).

## Beispiele
- Der Harnleiter verläuft nach seinem Eintritt in die Harnblase ein kurzes Stück innerhalb der Harnblasenwand, das heißt intramural. Man spricht dabei von der intramuralen Lage in der Blasenwand.
- Der Plexus myentericus ist Teil des intramuralen Nervensystems (Enterisches Nervensystem)
- Morbus Crohn ist eine chronisch rezidivierende intramurale Entzündung.[1]
- Ein intramurales Myom kann zu massiv verstärkten oder verlängerten Regelblutungen führen.
- Bei einer intramuralen Schwangerschaft nistet sich die Frucht im intramuralen Abschnitt des Eileiters ein.[2] Diese seltene Form der Fehleinnistung ist für die Mutter oft lebensbedrohlich.[3]

## Weitere Bedeutungen
- Archäologisch bedeutet intramural „innerhalb der Mauer liegend“.
- Der öffentliche Bereich im Gesundheitswesen wird in Deutschland gelegentlich als intramural bezeichnet („innerhalb der Krankenhausmauern“).[4]
- Der Bereich der Krankenanstalten gilt in Österreich als intramural,[5] im Gegensatz zum extramuralen Bereich der niedergelassenen Versorgung.
- Die Gesundheitsfürsorge in Gefängnissen wird in der Schweiz als intramurale Medizin bezeichnet.[6]
Auch Sexualtherapeuten bezeichnen ihre Tätigkeit innerhalb von Gefängnismauern als intramurale Behandlung.

- In Städtebau und Stadtbaugeschichte unterscheidet intra muros und extra muros die Stadtteile innerhalb und außerhalb der Stadtmauer.
- Im angelsächsischen Sprachraum bedeutet intramural sports „Hochschulsport“.